# Migliore allenatore AIC
Il titolo di Migliore allenatore AIC è un premio sportivo, assegnato nella serata del Gran Galà del calcio AIC (noto in precedenza come Oscar del calcio AIC) dall'Associazione Italiana Calciatori. Viene scelto un allenatore che alleni una squadra militante nel campionato di calcio italiano di Serie A che si sia distinto nella stagione calcistica precedente.
Il detentore del trofeo è Simone Inzaghi, che lo ha vinto nel 2024 sulla panchina dell'Inter. Il record di vittorie appartiene a pari merito a Massimiliano Allegri e ad Antonio Conte, che lo hanno vinto 4 volte: Allegri lo ha vinto una volta sulla panchina del Milan e 3 su quella della Juventus, mentre Conte lo ha vinto 3 volte sulla panchina della Juventus e una su quella dell'Inter.

## Albo d'oro

### Oscar del calcio
| Anno          | Piazzamento | Allenatore           | Squadra    |
| ------------- | ----------- | -------------------- | ---------- |
| 1997 Dettagli | Vincitore   | Marcello Lippi       | Juventus   |
| 1997 Dettagli | Nominato    | Carlo Ancelotti      | Parma      |
| 1997 Dettagli | Nominato    | Alberto Zaccheroni   | Udinese    |
| 1998 Dettagli | Vincitore   | Marcello Lippi       | Juventus   |
| 1998 Dettagli | Nominato    | Luciano Spalletti    | Empoli     |
| 1998 Dettagli | Nominato    | Alberto Zaccheroni   | Udinese    |
| 1999 Dettagli | Vincitore   | Alberto Zaccheroni   | Milan      |
| 1999 Dettagli | Nominato    | Marcello Lippi       | Juventus   |
| 1999 Dettagli | Nominato    | Carlo Mazzone        | Bologna    |
| 2000 Dettagli | Vincitore   | Sven-Göran Eriksson  | Lazio      |
| 2000 Dettagli | Nominato    | Carlo Ancelotti      | Juventus   |
| 2000 Dettagli | Nominato    | Cesare Prandelli     | Verona     |
| 2001 Dettagli | Vincitore   | Carlo Ancelotti      | Juventus   |
| 2001 Dettagli | Nominato    | Fabio Capello        | Roma       |
| 2001 Dettagli | Nominato    | Giovanni Vavassori   | Atalanta   |
| 2002 Dettagli | Vincitore   | Luigi Delneri        | Chievo     |
| 2002 Dettagli | Nominato    | Fabio Capello        | Roma       |
| 2002 Dettagli | Nominato    | Marcello Lippi       | Juventus   |
| 2003 Dettagli | Vincitore   | Marcello Lippi       | Juventus   |
| 2003 Dettagli | Nominato    | Carlo Ancelotti      | Milan      |
| 2003 Dettagli | Nominato    | Luigi Delneri        | Chievo     |
| 2004 Dettagli | Vincitore   | Carlo Ancelotti      | Milan      |
| 2004 Dettagli | Nominato    | Roberto Mancini      | Lazio      |
| 2004 Dettagli | Nominato    | Cesare Prandelli     | Parma      |
| 2005 Dettagli | Vincitore   | Fabio Capello        | Juventus   |
| 2005 Dettagli | Nominato    | Carlo Ancelotti      | Milan      |
| 2005 Dettagli | Nominato    | Luciano Spalletti    | Udinese    |
| 2006 Dettagli | Vincitore   | Luciano Spalletti    | Roma       |
| 2006 Dettagli | Nominato    | Fabio Capello        | Juventus   |
| 2006 Dettagli | Nominato    | Cesare Prandelli     | Fiorentina |
| 2007 Dettagli | Vincitore   | Luciano Spalletti    | Roma       |
| 2007 Dettagli | Nominato    | Carlo Ancelotti      | Milan      |
| 2007 Dettagli | Nominato    | Cesare Prandelli     | Fiorentina |
| 2008 Dettagli | Vincitore   | Cesare Prandelli     | Fiorentina |
| 2008 Dettagli | Nominato    | Carlo Ancelotti      | Milan      |
| 2008 Dettagli | Nominato    | Luciano Spalletti    | Roma       |
| 2009 Dettagli | Vincitore   | José Mourinho        | Inter      |
| 2009 Dettagli | Nominato    | Massimiliano Allegri | Cagliari   |
| 2009 Dettagli | Nominato    | Gian Piero Gasperini | Genoa      |
| 2010 Dettagli | Vincitore   | José Mourinho        | Inter      |
| 2010 Dettagli | Nominato    | Massimiliano Allegri | Cagliari   |
| 2010 Dettagli | Nominato    | Luigi Delneri        | Sampdoria  |

### Gran Galà del calcio
| Anno          | Allenatore           | Squadra  |
| ------------- | -------------------- | -------- |
| 2011 Dettagli | Massimiliano Allegri | Milan    |
| 2012 Dettagli | Antonio Conte        | Juventus |
| 2013 Dettagli | Antonio Conte        | Juventus |
| 2014 Dettagli | Antonio Conte        | Juventus |
| 2015 Dettagli | Massimiliano Allegri | Juventus |
| 2016 Dettagli | Massimiliano Allegri | Juventus |
| 2017 Dettagli | Maurizio Sarri       | Napoli   |
| 2018 Dettagli | Massimiliano Allegri | Juventus |
| 2019 Dettagli | Gian Piero Gasperini | Atalanta |
| 2020 Dettagli | Gian Piero Gasperini | Atalanta |
| 2021 Dettagli | Antonio Conte        | Inter    |
| 2022 Dettagli | Stefano Pioli        | Milan    |
| 2023 Dettagli | Luciano Spalletti    | Napoli   |
| 2024 Dettagli | Simone Inzaghi       | Inter    |

## Vincitori
- 4 premi
  - Massimiliano Allegri, Antonio Conte.

- 3 premi
  - Marcello Lippi, Luciano Spalletti.

- 2 premi
  - Carlo Ancelotti, Gian Piero Gasperini, José Mourinho.

- 1 premio
  - Fabio Capello, Luigi Delneri, Sven-Göran Eriksson, Simone Inzaghi, Stefano Pioli, Cesare Prandelli, Maurizio Sarri, Alberto Zaccheroni.

## Allenatori con più nomination agli Oscar del calcio
Il sistema delle nomination è stato in vigore dal 1997 al 2010. Tra parentesi gli Oscar del Calcio vinti.
- 7 nomination
  - Carlo Ancelotti (2)

- 6 nomination
  - Luciano Spalletti (3)

- 5 nomination
  - Marcello Lippi (3), Cesare Prandelli (1)

- 4 nomination
  - Fabio Capello (1)

- 3 nomination
  - Alberto Zaccheroni (1)

- 2 nomination
  - Luigi Delneri (1), José Mourinho (2), Massimiliano Allegri (0)

## Classifica per club
| Club       | Allenatori | Oscar | Gran Galà | Totale |
| ---------- | ---------- | ----- | --------- | ------ |
| Juventus   | 5          | 5     | 6         | 11     |
| Inter      | 3          | 2     | 2         | 4      |
| Milan      | 4          | 2     | 2         | 4      |
| Atalanta   | 1          | -     | 2         | 2      |
| Napoli     | 2          | -     | 2         | 2      |
| Roma       | 1          | 2     | -         | 2      |
| Chievo     | 1          | 1     | -         | 1      |
| Fiorentina | 1          | 1     | -         | 1      |
| Lazio      | 1          | 1     | -         | 1      |